# Jarod Stevenson
Jarod Cameron Stevenson, conosciuto anche con il nome coreano di Mun Tae-jong (문태종?; Seul, 1º dicembre 1975), è un ex cestista statunitense naturalizzato sudcoreano.

## Carriera
Con la Corea del Sud ha disputato i Campionati asiatici del 2011 e i Campionati mondiali del 2014.